# Giana (divinità)
Giana, in latino Jana, viene considerata nella Mitologia romana come la moglie di Giano e confusa con Diana. Altre volte indica l'aspetto femminile del dio visto come essere androgino.